# Mord im Nachtclub
Mord im Nachtclub (Originaltitel: Marked Woman (frei übersetzt Gezeichnete Frau)) ist ein US-amerikanisches Filmdrama aus dem Jahr 1937 mit Bette Davis und Humphrey Bogart in den Hauptrollen sowie Lola Lane, Isabel Jewell, Eduardo Ciannelli, Rosalind Marquis, Mayo Methot und Jane Bryan in tragenden Rollen. Bogart spielt einen Bezirksstaatsanwalt, der einem dubiosen Nachtclubbesitzer das Handwerk legen will. Bette Davis verkörpert eine der Hostessen in dem Nachtclub.
Auf einem der seinerzeitigen zahlreichen Filmplakate war zu lesen: „A Star Teaming You’ll Never Forget!!!“ (Ein unvergessliches Star-Team!!!).

## Handlung
Mary Dwight Strauber arbeitet als Nachtclub-Hostess für den berüchtigten Gangster Johnny Vanning in der Unterwelt von Manhattan, nachdem dieser den „Club Intimate“ übernommen und aus ihm einen Spielsalon mit Animierbetrieb gemacht hat. Die Barmädchen des Clubs sind neben Mary Gabby Marvin, Emmy Lou Egan, Florrie Liggett und Estelle Porter. Estelle wollte Vanning bereits aussortieren, da er sie als zu alt befand. Mary setzte sich für sie ein, sodass Estelle bleiben konnte. Die jungen Frauen werden von Vanning ausgebeutet, misshandelt und unter Druck gesetzt, ihm zu gehorchen. Sie sind gehalten, die betuchten Gäste des Clubs dazu anzuhalten, dort viel Geld auszugeben.
Als eines Abends eine Gesellschaft Handlungsreisender, die von Ralph Krawford angeführt werden, den Club besucht, geben die Männer dort reichlich Geld aus, das sie gar nicht haben. Krawford gesteht Mary, mit der er sich ein Taxi teilt, dass er gar nicht in der Lage sei, soviel Geld aufzubringen und die Zeche brellen wolle. Mary warnt ihn eindringlich, dass er durch sein Handeln in großer Gefahr sei und umgehend die Stadt verlassen solle. Sie ist schockiert, aber nicht überrascht, nachdem sie kurz darauf erfährt, dass Ralph von Charlie Delaney, einem Handlanger von Vanning, ermordet wurde.
Bezirksstaatsanwalt David Graham bringt Vanning vor Gericht in der Überzeugung, dass er genug Beweise habe, um Vannings Verurteilung zu erreichen, vor allem zählt er auf die Aussage von Mary. Vannings Anwalt widerlegt Marys im Zeugenstand gemachte Aussage jedoch, da Vanning gemeinsam mit seinem Anwalt ein hieb- und stichfestes Alibi für sich konstruiert hat, das nicht nur Marys Aussage widerlegt, sondern auch ihren Ruf schädigt. Die Jury spricht den Angeklagten frei. Graham ist sich nun nicht mehr sicher, ob Mary ihn nicht doch angelogen hat. Die junge Frau selbst lebt nun in ständiger Angst vor einem Vergeltungsschlag des Gangsters. 
Überraschend taucht Marys jüngere Schwester Betty, die ein von Betty finanziertes College besucht, bei Mary auf, da die Footballmannschaft ihres Colleges in der Stadt ein Spiel bestreitet. Betty ahnt nicht, womit ihre Schwester ihr Geld verdient. Marys Mitbewohnerinnen schalten schnell und spielen ihrer Schwester eine Modenschau vor, was ihre Anwesenheit in der Wohnung erklären soll. Jedoch platzen zwei Detectives in die Veranstaltung wegen des Tods von Ralph Krawford und bitten alle Anwesenden, auch Betty, zum Verhör aufs Revier. Durch eine nachfolgende Gerichtsverhandlung, die für den Bezirksstaatsanwalt David Graham auch aufgrund von Marys Verhalten nicht gut läuft, erfährt Betty, wie ihre Schwester wirklich ihr Geld verdient und verlässt desillusioniert den Gerichtssaal. Zuhause erfolgt eine Aussprache zwischen den Schwestern, Betty erklärt Mary, dass sie sich sehr schäme und nicht mehr zurück auf College gehen könne. In dieser Stimmung überredet Emmy Lou, die leichtlebigste der fünf Mädchen, Betty eines Abends, mit ihr auf eine Party zu gehen. Die Party wird von Vanning gegeben und Betty stimmt nicht nur wegen des zauberhaften Abendkleides, sondern auch aus Trotz gegen ihre Schwester zu. Auf der Party fällt Betty als „Neue“ sofort dem reichen älteren Bob Crandall auf, der den Champagner fließen lässt.
Betty kommt mit dem Taxi nach Hause, das sie von dem Geld bezahlt, dass sie von Crandall erhalten hat, ohne zu ahnen, worauf sie sich da eingelassen hat. Mary weiß genau, was bedeutet und versucht ihre Schwester davon zu überzeugen, dass sie falsch gehandelt habe. Betty reagiert jedoch gereizt und meint, sie wolle sich nun, ebenso wie Mary, nur noch amüsieren. Aus Trotz kehrt sie noch in derselben Nacht auf die Party zurück. Dort wird sie sehr schnell mit der Wirklichkeit konfrontiert, als Crandall zudringlich wird und ihr klarmacht, was er von ihr erwarte. Als Betty sich zur Wehr setzt, schlägt er ihr ins Gesicht, sodass sie das Gleichgewicht verliert und die Treppe hinunterstürzt, wo sie verletzt liegenbleibt. Als Crandall vorschlägt, einen Krankenwagen zu rufen, verhindert Vanning das, da er nicht will, dass Betty irgendetwas erzählen kann. Emmy Lou, die den Vorfall beobachtet hat, muss hilflos mit ansehen, wie Betty stirbt.
Als Emmy Lou allein ohne Betty nach Hause kommt, ahnt Mary schon, dass etwas passiert sein muss. Sie sucht Vanning auf und droht ihm, dass sie gegen ihn aussagen werde, wenn ihrer Schwester etwas passiert sei. Wenig später findet man Betty Leiche im Fluss. 
Als Mary Vanning gegenüber dabei bleibt, dass sie gegen ihn aussagen werde, schickt er ihr seine Schläger auf den Hals, die Betty grün und blau prügeln, sodass ihr Gesicht mit Narben übersät und in ihrer Wange der Abdruck eines Kreuzes zu sehen ist. Ihre Freundinnen müssen dabei – sozusagen als Warnung – zusehen. Das führt jedoch dazu, dass Mary in ihrem Entschluss, gegen Vanning auszusagen, noch bestärkt wird. Auch die anderen Frauen kann Mary davon überzeugen, dass sie nur dann eine Chance haben, wieder frei zu sein, wenn sie gegen Vanning aussagen. Unter ihnen ist auch Emmy Lou, die von Vanning festgehalten wird, weil sie miterlebt hat, wie Betty zu Tode gekommen ist. Sie konnte den Wachen entkommen, sodass Graham diesmal auf viele Zeuginnen zurückgreifen kann. Vanning wird zu einer mindestens dreißigjährigen Gefängnisstrafe verurteilt und sein Nachtclub zerschlagen. Während der Bezirksstaatsanwalt noch die Glückwünsche der Presse entgegennimmt, gehen die fünf jungen Frauen in die neblige Nacht hinaus. Das Angebot von Graham an Mary, ihr beim Aufbau eines neuen Lebens behilflich zu sein, hat sie abgelehnt, da sie meint, der gesellschaftliche Unterschied zwischen ihnen beiden sei einfach zu groß. 

## Produktion

### Produktionsnotizen, Hintergrund
Die Dreharbeiten für den von Warner Bros. Pictures, Inc. und First National Pictures produzierten Film begannen am 9. Dezember 1936 und fanden unter anderem am Times Square in Manhattan in New York City sowie in den Warner Brothers Burbank Studios in Burbank in Kalifornien statt. James Gibbons und Robert Burks sollen für die Spezialeffekte im Film zuständig gewesen sein. Unterlagen von Warner Bros. belegen, dass Jane Wyman ursprünglich für die Rolle der Florrie vorgesehen war. Aus den Unterlagen geht zudem hervor, dass Wallis der Meinung war, dass der Nebendarsteller Hymie Marks, ein ehemaliger Gangster und Handlanger von Lucky Luciano, für die von ihm gespielte Filmrolle nicht bedrohlich genug aussehe.
Der Film trug vor seiner Veröffentlichung den Titel The Men Behind. Michael Curtiz vertrat Lloyd Bacon, während dieser sich in den Flitterwochen befand. Der Film selbst basiert lose auf der Geschichte des italoamerikanischen Gangsters Lucky Luciano (1897–1962), der 1936 wegen Förderung der Prostitution zu einer langjährigen Freiheitsstrafe verurteilt wurde. Der damalige Bezirksstaatsanwalt Thomas E. Dewey (1902–1971) machte aus den Ermittlungen einen der aufsehenerregendsten Prozesse des Jahrzehnts, bei dem nahezu einhundert Frauen als Kronzeuginnen aussagten. Er legte damit den Grundstein für das Gouverneursamt von New York. Das Studio erwarb die Rechte an einer Serie über Luciano im Liberty-Magazine. Es gab jedoch Probleme mit der Zensur, wodurch einige Änderungen nötig wurden, darunter eine Umstellung des Berufs von Prostituierten auf Nachtclub-Hostessen.
Für Bette Davis war dies ihr erster Film nach ihrem berüchtigten Gerichtsprozess gegen Warner Bros. Nachdem die Schauspielerin für ihre Leistung in dem Filmdrama Dangerous mit einem Oscar ausgezeichnet worden war, war sie der Meinung, dass ihr bestimmte Privilegien zustehen würden, wie beispielsweise eine Gehaltserhöhung, mehr Urlaub, das Recht einmal im Jahr einen Film für ein anderes Studio drehen zu dürfen sowie mehr Mitspracherecht bei der Rollenwahl. Als das Studio sich weigerte, einen neuen Vertrag mit ihr abzuschließen, lehnte Davis eine Rolle in dem Filmdrama God’s Country and the Woman ab und ging nach England, wo ihr der Produzent Ludovic Toeplitz eine Rolle angeboten hatte. Warner Bros. verklagte die Schauspielerin daraufhin wegen Vertragsbruchs. Davis verlor den Prozess.
Bette Davis, die sich dem Realismus verpflichtet fühlte, verließ das Set, da ihr die zarten Verbände, die man ihr nach dem Angriff auf ihre Figur verpasst hatte, nicht realistisch genug erschienen. Sie suchte ihren Arzt auf und bat ihn, sie so zu verbinden, wie er das bei einer schwer misshandelten Frau tun würde. Als die Davis aufs Studiogelände zurückkehrte und ein Wachmann sie mit ihren kompakten Verbänden sah, rief er panisch bei Hal B. Wallis an, um ihm mitzuteilen, dass die Schauspielerin wohl einen schweren Unfall gehabt haben müsse. Am Set bestand die Davis inzwischen darauf, sie so aufzunehmen oder gar nicht. Man folgte ihrem Wunsch.
In diesem Film lernten sich Humphrey Bogart und Mayo Methot kennen, sie wurde 1938 seine dritte Ehefrau, nachdem er sich von seiner zweiten Frau Mary Philips, scheiden lassen hatte.
Der Film wurde 1947 zusammen mit Dust Be My Destiny neu aufgelegt.

### Lieder im Film
- My Silver Dollar Man, Text und Musik von Harry Warren und Al Dubin, gesungen von Rosalind Marquis
- Mr. and Mrs. Doakes, Text und Musik von Maurice K. Jerome und Jack Scholl, gesungen von Lola Lane

### Veröffentlichung, Synchronisation
In Deutschland wurde der Film anfangs unter dem Titel Die gezeichnete Frau veröffentlicht. Die Synchronisation entstand 1989 unter der Leitung des ZDF mit Frank Engelhardt und Gudrun Vaupel als die Stimmen von Bogart und Davis. Am 6. September 1991 lief er erstmals im deutschen Fernsehen.
Der Film hatte in den Vereinigten Staaten am 3. April 1937 in South Bend in Indiana Premiere, bevor er am 10. April 1937 allgemein in den amerikanischen Kinos gezeigt wurde. In London im Vereinigten Königreich und in Frankreich wurde der Film im Mai 1937 veröffentlicht und in Italien im August 1937 auf dem Film Festival von Venedig. Im August 1937 wurde der Film in Argentinien und in Dänemark vorgestellt, im Oktober 1939 in Portugal und im Mai 1950 in Finnland. Am 21. September 1957 hatte der Fernsehpremiere in Sacramento in Kalifornien. In Schweden war er erstmals im April 1966 zu sehen. Weitere Veröffentlichungen erfuhr er in Australien, Belgien, Brasilien, Bulgarien, Kanada, China, Ecuador, Griechenland, Ungarn, Indien, Japan, Mexiko, in den Niederlanden, in Norwegen, Polen, Russland bzw. in der Sowjetunion, in Spanien, Venezuela und in Jugoslawien.

## Rezeption

### Kritik
In der New York Times vom 12. April 1937 schrieb Frank S. Nugent, dass Warners die Einladung an Bette Davis, nach Hause zu kommen, alles sei vergeben, ernst gemeint habe. Mit Marked Woman hätten sie ihr ein dramatisch prägnantes Drehbuch, einen klugen Regisseur und eine äußerst fähige Nebenbesetzung geboten. Über Bogart schrieb er, er bewahre die Rolle des Anklägers vor bloßer Routine.
Der Filmdienst empfiehlt den Film ab 16 Jahren und schreibt: „An der Lebensgeschichte des New Yorker Mafia-Bosses Lucky Luciano orientierter düsterer Kriminalfilm; routiniert inszeniert innerhalb der Vorgaben des damaligen ‚realistischen‘ Stils des Warner-Studios, getragen von einer bestechenden Hauptdarstellerin.“
Der Kritiker Christoph Hartung stellte fest, dass dieser Film „kein Film für zarte Seelchen“ sei. Die „raue Gangsterwelt in hartem Schwarz-Weiß, die uns vor allem das Warner-Studio immer wieder“ zeige, würden wir hier „aus der anderen Perspektive, aus der der Frauen“, erleben. „Frauen in solchen Filmen, die im weitesten Sinne dem Film Noir zuzuordnen“ seien, seien „entweder kalt berechnende Miststücke, deren Hobby der Mord am jeweiligen Ehemann“ sei „oder das Opfer, das Trallala“ mache „in einer von Männern dominierten Nachtclubwelt“. Wir würden die Frauen „als Beiwerk“ wahrnehmen. „Meistens.“
Matthias Merkelbach von Der Film Noir bezog sich auf eine Aussage für Classic Movie Ramblings, in der es hieß, Marked Woman habe ‚einiges mit den früheren Gangsterfilmen des Studios zu tun‘ und nehme ‚den zynischen, düsteren Film-Noir-Stil vorweg‘. Er meinte, diese Aussage treffe den „Nagel auf den Kopf“, Mord im Nachtclub – „frei nach dem Prozeß gegen Gangster Lucky Luciano“ – greife „einerseits auf die Gangsterfilme der Frühdreißiger zurück, ein erster Reflex auf die gesellschaftlichen Entwicklungen jener Jahre“, andererseits werde „die Maskerade der per Gesetz eindeutigen Trennung in die stets integre und die stets illegale Haltung aufgehoben“. Das Drehbuch lege „die besten Sätze jenen in den Mund, von denen sie das Publikum seinerzeit nicht zu hören gewohnt“ gewesen sei, und es offenbare, „den skrupellosen Materialismus’ der Herrschenden.“ Weiter befand Merkelbavch, dass dies eine „erstklassige Darstellung von Bette Davis“ sei, „die ihrem Ruf alle Ehre“ mache, „und den anderen Beteiligten klar überlegen“ sei, ebenso wie von Humphrey Bogart, der „als ‚Good Guy‘ keine dankbare Rolle“ habe, „sie aber mit Verve und Energie“ ausfülle. „Sehr charaktervoll“ seien „Eduardo Cianneli, Lola Lane und Isabel Jewell, die alle keine großen Karrieren zuwege“ gebracht hätten und den Film „des Routiniers Lloyd Bacon doch eindeutig“ bereichert hätten.
Bei Cinecaps Digest hieß es, weder die Erzählkunst noch die Regie hinterließen einen bleibenden Eindruck, der Film sei aber flüssig erzählt und komme mit einer Mischung aus ernsthaften und zynischen Darstellungen aus.
Pablo Veiga Carpintero befasste sich für die Seite Cinemagavia mit dem Film und meinte, es sei ein Film-Noir-Klassiker, der sich durch seine intensiven Darstellungen und eine spannungsgeladene und emotionsgeladene Erzählung auszeichne. Lloyd Bacon meistere die Erzählung gekonnt und schaffe eine Atmosphäre voller Spannung und Gefahr. Mit seiner Regie gelinge es ihm, das Tempo des Films aufrechtzuerhalten und die düsteren Aspekte der Handlung hervorzuheben. So lasse er den Zuschauer in die Welt der Korruption und Gewalt eintauchen. Auch seien die schauspielerischen Leistungen im Film herausragend. In den Hauptrollen lieferten Bette Davis und Humphrey Bogart intensive und charismatische Darbietungen ab. Davis verleihe ihrer Figur eine Mischung aus Härte und Verletzlichkeit und fange die Verzweiflung und den Mut einer Frau ein, die in gefährlichen Situationen gefangen sei. Ihre Darstellung sei leidenschaftlich und nuanciert und verleihe dem Drama Tiefe. Humphrey Bogart liefere als Bezirksstaatsanwalt eine überzeugende und entschlossene Darstellung. Mit seiner unverwechselbaren Präsenz verleihe Bogart seiner Figur Autorität und Gerechtigkeitssinn, die im Kontrast zur korrupten Welt ständen, in der die Geschichte sich abspiele. Auch Eduardo Ciannelli überzeuge in der Rolle des Johnny Vanning als skrupelloser Gangster gleichermaßen. Seine Darstellung bei bedrohlich und fesselnd und mache ihn zu einem unvergesslichen Bösewicht im Film Noir-Genre.
Der Kritiker Derek Winnert befasste sich auf seiner Seite mit dem Film und stellte fest, dass Bette Davis darin ihre temperamentvolle Seite als Clubhostess oder Parygirl zeige, während Humphrey Bogart einen kämpferischen Bezirksstaatsanwalt spiele. Davis’ erster Film nach ihrer Klage gegen ihren Arbeitgeber, offeriere ihr ironischerweise genau die Art von besserem Drehbuch, das sie gefordert hatte. Marked Woman sei ein unterhaltsamer, überraschend wenig bekannter Film, dessen hervorragende Besetzung von einer rasanten Regie profitiere, einem realistischen Ton, stimmungsvollen Bildern und einer gelungenen Inszenierung. Abschließend stellte Winnert fest, der Film sei für Davis und Warner Bros. ein großer Kassenerfolg gewesen.
In der Variety war zu lesen, der Film habe nichts Romantisches zu bieten. Erzählt werde die knallharte Geschichte über Mädchen, die für einen Vizekönig arbeiteten.

### Auszeichnungen
Photoplay Awards 1937
- Gewinner des Photoplay Award in der Kategorie „Bester Film des Monats Mai“
- Gewinnerin des Photoplay Award in der Kategorie „Beste Darbietung des Monats Mai“ für Bette Davis

Filmfestival von Venedig 1937
- Gewinnerin des Volpi Cup in der Kategorie „Beste Schauspielerin“ für Bette Davis 
  - gleichzeitig erhielt sie die Auszeichnung auch für den Boxerfilm Kid Galahad – Mit harten Fäusten
- nominiert für den Mussolini Cup in der Kategorie „Bester ausländischer Film“ Lloyd Bacon